# ノースヒルズ
株式会社ノースヒルズ（North Hills）は、北海道新冠郡新冠町にある競走馬の生産牧場（株式会社）及び馬主（オーナーブリーダー）である。

## 概要

### 歴史
- 1984年 前年に馬主資格を取得したばかりの現代表取締役・前田幸治が「日本一美しい牧場をつくる」という意気込みで、北海道新冠町に前身となる有限会社「マエコウファーム」を開設[1]。当初の敷地面積は60ヘクタールほどだったが、その後着々と拡張工事を行い、2020年の時点では約120ヘクタールに面積を広げた[1]。
- 1996年 競走馬の栄養学及び飼育管理の世界的権威を持つスティーブ・ジャクソンとコンサルタント契約を結ぶ[1]。
- 1997年 コーポレート・アイデンディティー（CI）の採用により有限会社「ノースヒルズマネジメント」へ改称[1]。
- 2003年 調教トレーニング施設「大山ヒルズ」を開場[2]。
- 2009年 株式会社に組織を変更し、社名を現在の「ノースヒルズ」に改称[1]。
- 2013年 当場生産、前田晋二所有のキズナが東京優駿を制し、ダービーオーナーとなる。
- 2014年 当場生産、前田幸治所有のワンアンドオンリーが東京優駿を制し、ダービーオーナーとなり、生産牧場としては連覇を果たす。
- 2017年 北海道日高町に中期育成牧場「ノースヒルズ清畠」を開場[3]。同施設は2015年にそれまで牛の牧場が採草地として使っていた土地を取得し、その後放牧地用に整地を行って同年10月に開場した[1]。開場当初の敷地面積は60ヘクタールで、2020年秋に第2期工事が完成する時点で100ヘクタールに広がる[1]。
- 2020年 当場生産、前田晋二所有のコントレイルが東京優駿を制し、ノースヒルズ生産馬としてはダービー3勝目、前田晋二所有馬としてはダービー2勝目を挙げる。秋には菊花賞を制し、史上3頭目となる無敗でのクラシック三冠を達成した。
- 2025年 北海道日高町豊郷に60ヘクタールの中期育成牧場を開場予定[4]。

### 配合方針
代表の前田幸治の意向を踏まえた上で、ノースヒルズ・大山ヒルズのスタッフ、スティーブ・ジャクソン、ジャクソンとは別に契約している欧州の配合コンサルタントの意見を集約した上で決めている。
サンデーサイレンスの血を持たない繁殖牝馬には極力サンデーサイレンス系の種牡馬を種付けするというのが基本方針であり、実績がない新種牡馬を配合したらその翌年はリーディング上位に位置する種牡馬を種付けし、どの繁殖牝馬に対しても何年も連続して同じ種牡馬を付けるケースは少ない。また、一頭の種牡馬に複数の繁殖牝馬を配合する場合は、「多くても5頭以内」にとどめるというスタンスも取っていたが、キズナの初年度産駒が誕生した2017年は13頭の繁殖牝馬をキズナと種付けさせている。

### 凱旋門賞への挑戦
これまでに3頭が参戦しており、最高着順はキズナの4着。
| 回      | 施行日        | 着順 | 馬名           | 性齢 | 騎手           | 調教師     | 生産         | 所有     |
| ------- | ------------- | ---- | -------------- | ---- | -------------- | ---------- | ------------ | -------- |
| 第92回  | 2013年10月6日 | 04着 | キズナ         | 牡3  | 武豊           | 佐々木晶三 | ノースヒルズ | 前田晋二 |
| 第97回  | 2018年10月7日 | 17着 | クリンチャー   | 牡4  | 武豊           | 宮本博     | 平山牧場     | 前田幸治 |
| 第100回 | 2021年10月3日 | 14着 | ディープボンド | 牡4  | M.バルザローナ | 大久保龍志 | 村田牧場     | 前田晋二 |
| 第101回 | 2022年10月2日 | 18着 | ディープボンド | 牡5  | 川田将雅       | 大久保龍志 | 村田牧場     | 前田晋二 |

## 代表者
- 前田 幸治（まえだ こうじ、1949年2月23日 - ）
  - アイテック株式会社（大阪市）代表取締役会長[5]も務める。

## 主な生産馬
太字はGI級競走

### マエコウファーム時代の生産馬
- ファレノプシス - 1998年桜花賞、秋華賞、ローズステークス、2000年エリザベス女王杯

### ノースヒルズマネジメント時代の生産馬
- ノーリーズン - 2002年皐月賞
- サンデーブレイク（アメリカ調教馬） - 2002年ピーターパンステークス
- ヘヴンリーロマンス - 2004年阪神牝馬ステークス、2005年天皇賞（秋）、札幌記念
- グレイトジャーニー - 2004年シンザン記念、2006年ダービー卿チャレンジトロフィー
- ギルティストライク - 2010年東京ジャンプステークス
- オディール - 2007年ファンタジーステークス
- サブジェクト - 2007年ラジオNIKKEI杯2歳S
- アーネストリー - 2009年中日新聞杯、2010年金鯱賞、札幌記念、2011年宝塚記念、オールカマー
- イコールパートナー - 2010年東京ハイジャンプ
- トランセンド - 2009年レパードステークス、2010年みやこステークス、ジャパンカップダート、2011年フェブラリーステークス、マイルチャンピオンシップ南部杯、ジャパンカップダート
- リディル - 2009年デイリー杯2歳ステークス、2011年スワンステークス
- トレイルブレイザー - 2011年アルゼンチン共和国杯、2012年京都記念
- ビートブラック - 2012年天皇賞（春）
- ダコール - 2015年新潟大賞典
- レーザーバレット - 2015年テレ玉杯オーバルスプリント、兵庫ゴールドトロフィー、2016年テレ玉杯オーバルスプリント
- ブライトライン - 2012年ファルコンステークス、2013年みやこステークス

### ノースヒルズ生産馬
- キズナ - 2013年東京優駿、毎日杯、京都新聞杯、ニエル賞、2014年産経大阪杯
- ワンアンドオンリー - 2014年東京優駿、神戸新聞杯
- ウィッシュハピネス - 2014年エーデルワイス賞
- アップトゥデイト - 2015年中山グランドジャンプ、小倉サマージャンプ、中山大障害、2017年阪神ジャンプステークス、2018年阪神スプリングジャンプ、2018年阪神ジャンプステークス
- ブランボヌール - 2015年函館2歳ステークス、2016年キーンランドカップ
- グレイスフルリープ - 2016年サマーチャンピオン、2017年コリアスプリント、兵庫ゴールドトロフィー、2018年JBCスプリント、東京スプリント
- スカーレットカラー - 2019年府中牝馬ステークス
- トゥルボー - 2021年新潟ジャンプステークス、阪神ジャンプステークス
- キメラヴェリテ - 2019年北海道2歳優駿
- コントレイル - 2019年ホープフルステークス、東京スポーツ杯2歳ステークス、2020年皐月賞、東京優駿、菊花賞（クラシック三冠）、神戸新聞杯、2021年ジャパンカップ
- コルテジア - 2020年きさらぎ賞
- リメイク[6] - 2022年カペラステークス、2023年クラスターカップ、コリアスプリント、2024年リヤドダートスプリント、コリアスプリント
- エミュー[7] - 2023年フラワーカップ
- コンクシェル - 2024年中山牝馬ステークス
- アリスヴェリテ - 2024年マーメイドステークス
- ラムジェット - 2024年東京ダービー、ユニコーンステークス
- アウトレンジ - 2024年浦和記念、2025年平安ステークス

### 海外生産馬
- ファリダット
- アウォーディー - 2015年シリウスステークス、2016年JBCクラシック、名古屋大賞典、アンタレスステークス、日本テレビ盃
- ラニ - 2016年UAEダービー
- ジャンダルム - 2017年デイリー杯2歳ステークス、2022年スプリンターズステークス、オーシャンステークス

## 主な所有馬

ノースヒルズの勝負服

- 勝負服の柄は水色、赤十字襷、赤袖。冠名は特に用いない。
- 前田幸治の個人名義の所有馬については、当該項目の主な所有馬を、その他親族の所有馬に関しては、前田幸治#親族の所有馬を参照。

### GI級競走馬優勝馬
- ファレノプシス
- レギュラーメンバー - 2000年ダービーグランプリ、2001年川崎記念、JBCクラシック
- ギルデッドエージ - 2002年中山大障害
- スティルインラブ - 2003年桜花賞、優駿牝馬、秋華賞（牝馬三冠）
- ヘヴンリーロマンス（天皇賞・秋）

### 重賞競走優勝馬
- レットイットビー
- シェイクハンド
- ゼネラリスト - 1996年シンザン記念、1997年金鯱賞
- ブレイクタイム - 2002年・2003年京成杯オータムハンデキャップ
- ゴッドオブチャンス - 2002年京王杯スプリングカップ
- メガスターダム - 2001年ラジオたんぱ杯2歳S、2005年中京記念
- キネティクス
- グレイトジャーニー
- オディール
- サブジェクト
- サンダルフォン
- イコールパートナー
- ダコール
- ブライトライン
- ベルカント - 2013年ファンタジーS、2014年フィリーズレビュー、2015年アイビスサマーダッシュ、北九州記念、2016年アイビスサマーダッシュ
- ディライトフル
- トゥルボー
- エミュー（フラワーカップ優勝時[7]）

### その他の所有馬
- ワンアンドオンリー（前田幸治名義より変更）

## 主な表彰馬

### 生産馬
JRA賞
- 最優秀2歳牡馬

コントレイル（2019年）
- 最優秀3歳牡馬

キズナ（2013年）、コントレイル（2020年）
- 最優秀3歳牝馬

ファレノプシス（1998年）
- 最優秀4歳以上牡馬

コントレイル（2021年）
- 最優秀4歳以上牝馬

ファレノプシス（2000年）
- 最優秀ダートホース

トランセンド（2011年）
- 最優秀障害馬

アップトゥデイト（2015年）
JRA顕彰馬
コントレイル（2024年選出）

### 所有馬
JRA賞
- JRA賞最優秀3歳牝馬

スティルインラブ（2003年）

## 本場以外の施設・関連会社
- ノースヒルズ清畠（北海道沙流郡日高町清畠）
- 大山ヒルズ（鳥取県西伯郡伯耆町真野）
- 株式会社ノースヒルズ 大阪事務所（大阪府高槻市上田辺町）